# José Vicente Nácher Tatay
José Vicente Nácher Tatay C.M. (Valência, 10 de abril de 1964) é um prelado espanhol da Igreja Católica com atuação em Honduras, atual Arcebispo de Tegucigalpa.

## Biografia
José Vicente nasceu em 10 de abril de 1964, no bairro de Monteolivete, na cidade espanhola de Valência.
Depois de concluir os estudos, obteve a licenciatura em Sociologia na Universidade de Alicante.
Em 1985, ingressou no Seminário Maior da Congregação da Missão de Barcelona e realizou estudos eclesiásticos, filiado à Faculdade de Teologia da Catalunha.

### Vida
Desde a infância esteve ligado à paróquia de Monteolivete, confiada aos Padres Paules.
Emitiu a profissão solene em 20 de janeiro de 1990, na Congregação da Missão. Sua ordenação sacerdotal foi em 26 de outubro de 1991, na Catedral de Valência, pelas mãos do arcebispo Dom Miguel Roca Cabanellas.
Depois da sua ordenação, trabalhou em Alicante, onde durante nove anos foi encarregado das missões populares e da pastoral juvenil. Mais tarde, ele passou três anos em Valência.
Em 2000, foi enviado como missionário para Honduras, e desempenhou os seguintes ministérios:
- Pároco de San Vicente de Paul de San Pedro Sula (2000-2005).
- Pároco de San José em Puerto Lempira (2006-2016).
- Vigário Episcopal da área indígena La Mosquitia, na Diocese de Trujillo em Honduras .[6]
- Pároco de San Vicente de Paul em San Pedro Sula, desde 2016.
- Superiora Regional da Congregação da Missão em Honduras, desde 2016.

Promoveu a criação do projeto educativo "Brotes Nuevos", inaugurado em 2005 com a ajuda das Filhas da Caridade de São Vicente de Paulo, como consequência da difícil situação de violência em Puerto Lempira. O segundo centro chama-se "Asla Wapaia", ("Caminhadas Juntos"), e funciona há dez anos atendendo a diferentes atividades.
Entre seus projetos está também a criação da rádio paroquial "Kupia Kumi", com energia renovável da luz solar como meio de evangelização, formação e comunicação entre os habitantes da região de La Mosquitia que carecem de meios de comunicação.

### Episcopado
Em 26 de janeiro de 2023, o Papa Francisco o nomeou Arcebispo de Tegucigalpa. Foi consagrado em 25 de março do mesmo ano, na Catedral Metropolitana de São Miguel Arcanjo, pelo cardeal Óscar Rodríguez Maradiaga, S.D.B., seu antecessor, coadjuvado por Dom Luis Felipe Solé Fa, C.M., bispo emérito de Trujillo e por Dom Ángel Garachana Pérez, C.M.F., bispo emérito de San Pedro Sula.